# Gibson EDS-1275
Gibson EDS-1275 — електрогітара компанії Gibson з подвійним грифом, випущена в 1963 році і досі знаходиться у виробництві. Вона стала популярною серед рок- і джазових музикантів, таких як Джиммі Пейдж та Джон Маклафлін. Видання Gigwise назвало її «найкрутішою гітарою в рок-музиці».

## Історія
Попередником EDS-1275 була модель EMS-1235. З 1958 по 1961 рік ці гітари випускалися у вигляді звичайної моделі з порожнистим корпусом, але з подвійним шестиструнним грифом. З 1962 по 1967 рік корпус виготовляли із цільної деревини. Модель з чотирьох- і шестиструнним грифом називалася EBS-1250. Вона мала вбудований ефект дисторшн і випускалася з 1962 по 1968 і з 1977 по 1978 рік.
В 1963 році було розроблено EDS-1275 — модель з суцільним корпусом, що нагадувала Gibson SG. Ця версія двогрифної гітари випускалася до 1968 року. EDS-1275 часто називають «SGc подвійним грифом» через її форму, однак у EDS-1275 менший гриф, ніж у SG. На них встановлені фіксувальні бриджі, проти Tune-O-Matic у SG. Гітара була доступна у вугільно-чорному, вишневому та білому кольорах.
У 1974 році компанія Gibson відновила виробництво гітар. Цього разу були запропоновані додаткові кольори. У 1998 році виробництво припинилося. Після припинення виробництва, альпійська біла та вишнева версії випускалися тільки в місті Нашвілл до 2003 року, в Custom Shop з 2004 по 2005 та в місті Мемфіс у 2006 році.

## Популярність та ключові користувачі
Модель EDS-1275 1966 року, який ніколи не продавався у великих кількостях у той час, використовувався деякими відомими музикантами. Вона з'являється на обкладинках альбомів 1969 року Two Bugs and a Roach та The Moon is Rising. На цих альбомах чиказький блюзмен Ерл Гукер тримає одну з  EDS-1275, а Елвіс Преслі — одну з них у фільмі 1966 року «Spinout». Чарлі Уітні користувався EDS-1275 протягом усієї своєї кар'єри в групі Family, що сприяло популяризації цієї моделі.
Піт Таунсенд кілька разів виходив на сцену з EDS-1275, в тому числі під час виконання мюзиклу Tommy с групою The Who 7 червня 1970 року в Метрополітен-опера House в Нью-Йорку.

### Джон Маклафлін

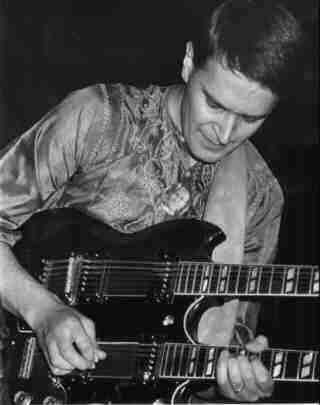
Джон Маклафлін з цією гітарою у 1973 році

На початку 1970-х років, в перші роки цього десятиліття, джаз-рок музикант Джон Маклафлін грав на EDS-1275 із The Mahavishnu Orchestra. Гітара була підключена до 100-ватного підсилювача Marshall в режимі «meltdown». Це створило так званий «звук Маклафліна» який журнал Guitar Player назвав одним з «50 найвеличніших тонів всіх часів».

### Джиммі Пейдж

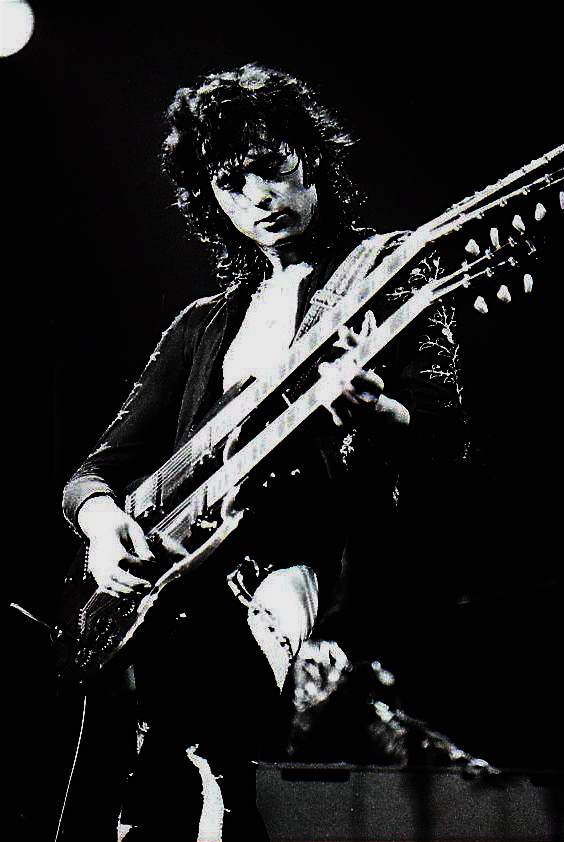
Джиммі Пейдж із гітарою EDS-1275.

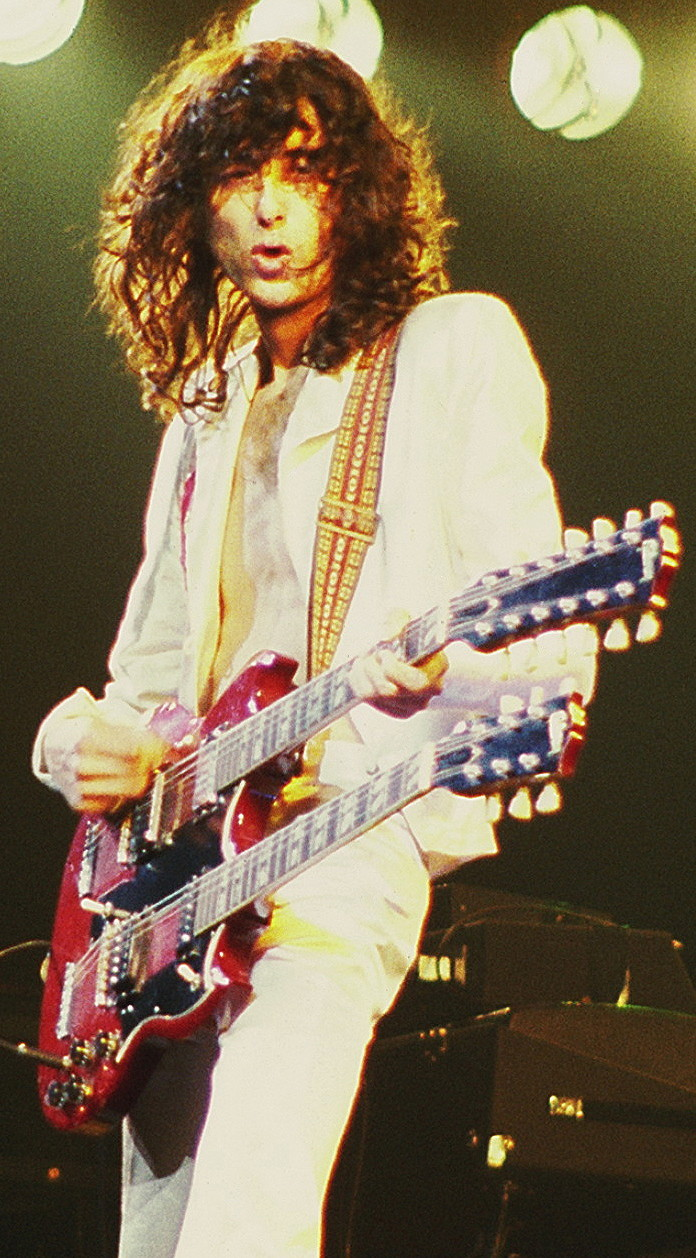
Джиммі Пейдж (Led Zeppelin) грає на гітарі Gibson EDS-1275 (1977)

Модель також стала популярною завдяки Джиммі Пейджу із рок-гурту Led Zeppelin після його живого виконання пісні «Stairway to Heaven». Подвійний звукознімач  EDS-1275 позбавив його від необхідності перемикання гітари посеред пісні. Під час вступу до першого куплету «Stairway to Heaven» він використовував нижній 6-струнний гриф. У другому куплеті він перейшов на 12-струнний гриф, потім знову на 6-струнний для довгого соло і знов на 12-струнний — в заключній (фінальній) частини пісні.
До того Пейдж запросив нову EDS-1275, проте такі моделі більше не випускалися. У результаті Пейдж замовив вишневу EDS-1275 з шести- та дванадцятиструнним грифами відповідно. EDS-1275 мала трохи іншу форму корпусу, ніж поточна модель. EDS-1275 Пейджа також мала цільний гриф із махагоном замість нинішнього з трьох кленових частин. Більша тривалість ноти, очевидно, підтримувалася T-Top гамбакерами.
Вплив Пейджа був такий великий, що інші гітаристи згодом також придбали EDS-1275, у тому числі Стів Кларк з Def Leppard, Алекс Лайфсон з Rush і Ендрю Стокдейл з Wolfmother. Едді Ван Гален також має одну гітару у своїй колекції, так само як і Slash.

### Стів Клар
Стів Кларк з рок гурту Def Leppard підписав контракт з Gibson в середині 1980-х і використовував EDS 1275 під час Histeria World Tour в 1987/88.

### Стів Міллер

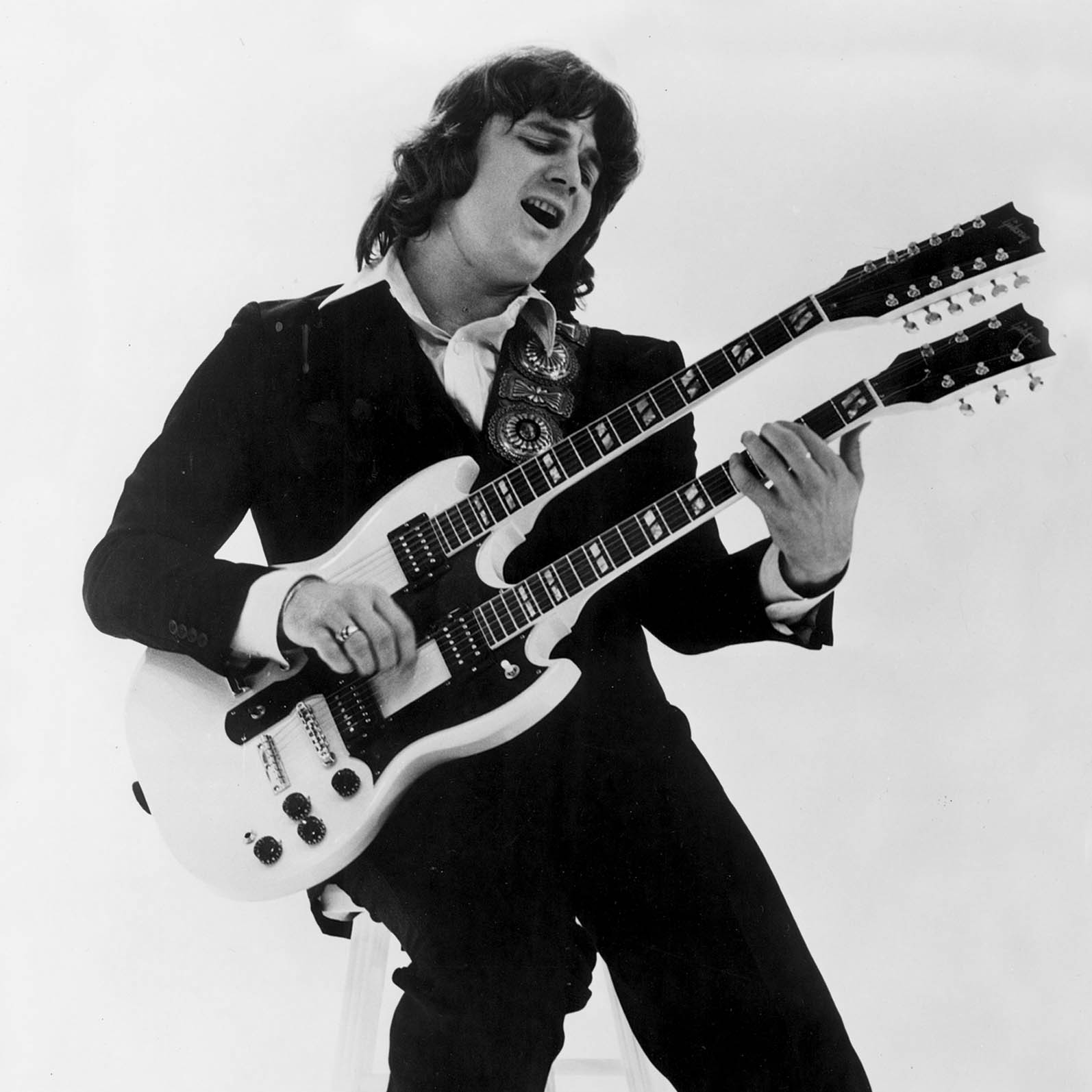
Стів Міллер з гітарою EDS-1275 у 1977 році

Стів Міллер грав на одній з моделей EDS-1275 впродовж 1970 років, в той час, коли використовував свою стандартну гітару Fender Stratocasters.

### Дон Феллер
Колишній гітарист рок гурту Eagles Дон Фелдер використовував білу EDS-1275 під час концертів групи, коли виконував пісню  «Hotel California». Gibson представив гітару SG Double Neck «Hotel California» EDS-1275 і подарував її Дону Фелдеру. Кількість випусків була обмежена.

## Інші виконавці

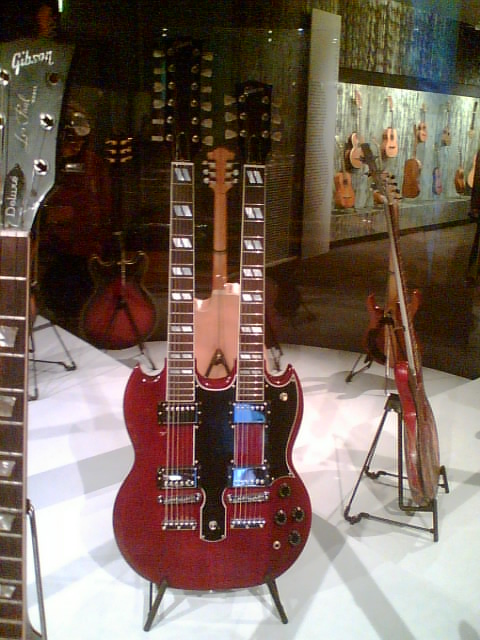
Гітара EDS-1275 легендарного виконавця Led Zeppelin Джиммі Пейджа виставлена в англійському Hard Rock Cafe.
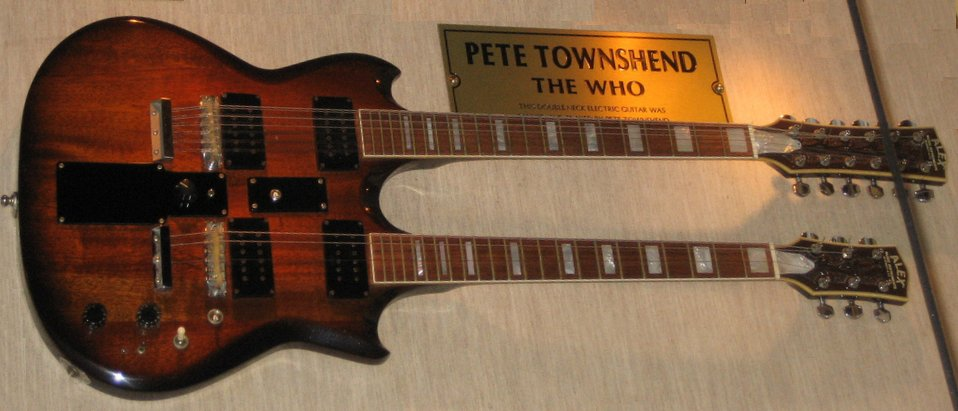
"1275" гітара Піта Таунсенда.
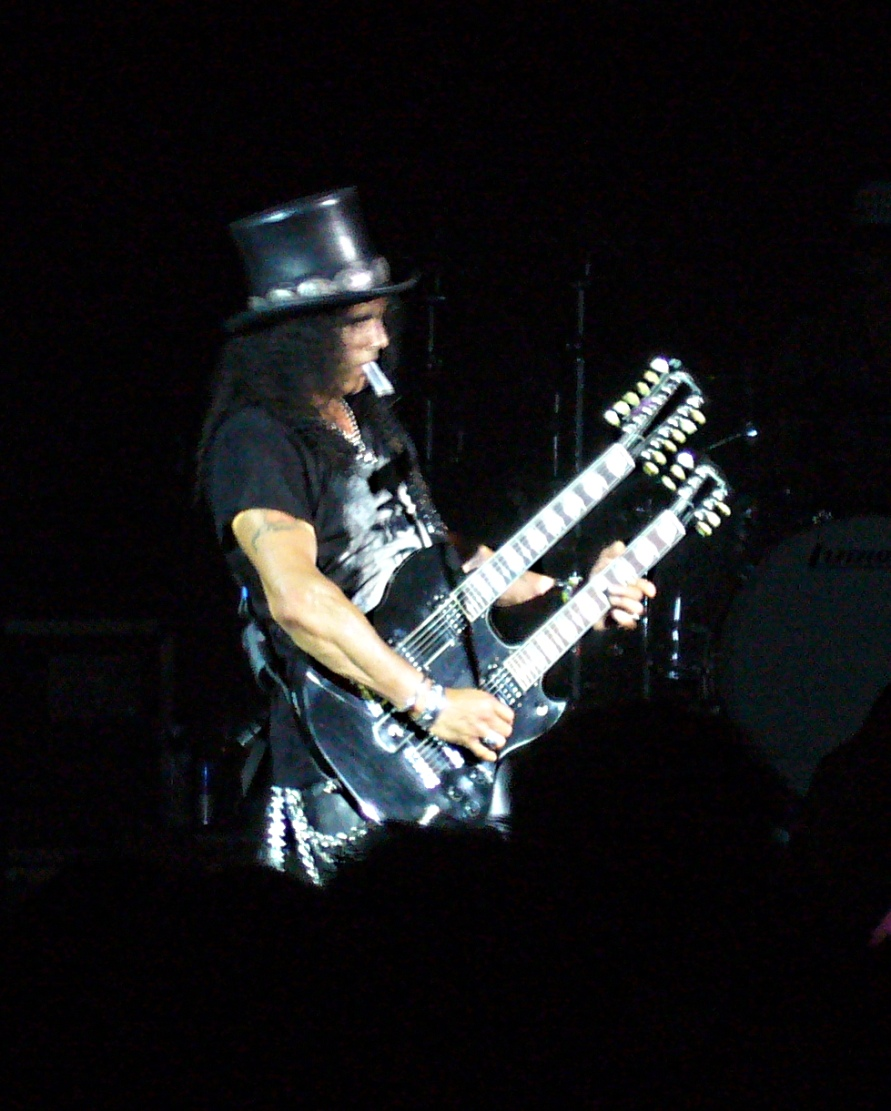
Slash грає на гітарі  EDS-1275.

Гітару EDS-1275 також використовували або мали у власності такі виконавці, як Slash Guns N' Roses, Піт Таунсенд із рок гурту The Who, Том Морелло із рок гурту Rage Against the Machine, Закк Вайлд із американського рок гурту Black Label Society, гітарист рок гурту KISS Айс Фрайлі, Грант Мікелсорн гітарист співачки Тейлор Свіфт, Стів Гау гітарист гурту Yes, Стів Гекетт із гурту Genesis та Алекс Лайфсон із гурту Rush, Джеймс Гетфілд із американського рок гурту Metallica, Ендрю Латімер із британського рок гурту Camel, гітарист Доді Баталья із італійського поп гурту Pooh.

## Параметри моделі
Нині ці гітари доступні лише за спеціальним замовленням через магазин Gibson Custom Shop в порядку спеціальних моделей. Ця гітара включає в себе два регулятори гучності, дві контрольні ручки тембру, чотири звукознімачі по два для кожного грифу, та грифовий перемикач. В комплекті існує до двох комбінацій кольорів, апаратних і датчиків: хромовані Heritage Cherry і позолочені Antique White датчики. Загальні характеристики цих моделей — це кілки у формі тюльпана, як на більш старіших моделях Gibson, перламутрові вставки у вигляді паралелограма, чорні пікгарди, по двадцять ладів на кожному грифі (покриті одношаровою білою окантовкою по краях, традиційна риса гітар Gibson), гайки шириною 1,68 дюйма, струнотримачі  TOM, стоп-бар, а також гамбакери 490 Alnico (R) та 498 Alnico (Т). Довжина мензури складає 24 ¾ дюйма, корпус виконаний із твердого червоного дерева, а грифи із трьох частин клена, із накладкою з палісандра.

### Іменна модель Джиммі Пейджа
У 2007 році Gibson випустив іменну модель гітари Джиммі Пейджа EDS-1275. Всього було виготовлено 250 гітар цього випуску. Пейдж також зберіг один серійний номер для себе. Серійні номери із номерами з 2 по 26 були використані та підписані Пейджем, а номер 11 був переданий на благодійний аукціон.

### Epiphone
Epiphone (недорогий дочірній підрозділ Gibson) випускає версію класичної подвійної гітари, позначаючи її як G-1275.

### Ibanez
Японський виробник гітар Ibanez випускав моделі під назвою Double Axe з 1974 по 1976 рік. Вони були доступні як у форматах 6 / 12, 4 / 6, так і в 6 / 6, з непарною конфігурацією на кожному грифі. Ця модель була доступна у вишневому та горіховому кольорах.

## У популярній культурі
Gibson EDS-1275 вишневого кольору та Alpine White, з'явилися у. Гітара з подвійним грифом, схожа на гітару Дона Фелдера, з'явилася у відеогрі «Guitar Hero: Aerosmith».